# Линдли, Одра
Одра Линдли (англ. Audra Lindley; 24 сентября 1918, Лос-Анджелес, США — 16 октября 1997, Лос-Анджелес, США) — американская актриса, наиболее известная по роли домовладелицы Элен Ропер в популярном американском комедийном сериале «Трое — это компания» и его спин-оффе «Роперы».

## Биография
Одра Линдли родилась в Лос-Анджелесе. Благодаря тому, что её родители были связаны с миром шоу-бизнеса, карьеру актрисы она начала ещё в раннем возрасте. Переехав в Нью-Йорк, она начала играть в бродвейских постановках, таких как «На золотом пруду», «Театр 90», «Многодневная поездка в ночи», «Небесная лошади» и многие другие. Вскоре она вышла замуж и оставила сцену, чтобы воспитывать детей. После долгого перерыва она вернулась, но не в театр, а на телевидение. Она появилась в роли тёти Лиз Мэтьюс в сериале NBC «Другой мир» и в роли матери Мередит Бакстер в ситкоме «Бриджит любит Берни».
Наибольшего успеха она достигла, когда в 1977 году начала играть Элен Ропер в популярном американском комедийном сериале «Роперы». В кино, наиболее значительную роль, она сыграла в 1985 году в драме «Неприкаянные сердца». Позже она продолжала сниматься в кино и на телевидении, появившись также в ситкоме «Друзья», в роли бабушки Фиби Буффе и сериале «Сибилл», где она сыграла свою последнюю роль.
Одра Линдли умерла от лейкемии 16 октября 1997 года в Лос-Анджелесе в возрасте 79 лет.
Была замужем дважды:
- 1) доктор Харди Ульм (1943—1960) — пять детей
- 2) Джеймс Уитмор (1972—1979)

## Фильмография
- 1941 — Трудовые ресурсы
- 1941 — Один шаг в раю
- 1942 — Самец
- 1971 — Отрыв
- 1972 — Разбивающий сердца
- 1974 — Кентервильское привидение
- 1980 — Месть степфордских жён
- 1982 — Лучшие друзья
- 1985 — Неприкаянные сердца
- 1988 — Служители дьявола
- 1989 — Отряд Беверли Хиллз
- 1994 — Новая эра
- 1995 — Друзья
- 1995 — Внезапная смерть
- 1996 — Снимок Луны
- 1997 — Реликт

## Номинации
- 1973 — Премия «Золотой глобус» за лучшую женскую роль второго плана — мини-сериал, телесериал или телефильм («Бриджит любит Берни»)
- 1979 — Премия «Золотой глобус» за лучшую женскую роль второго плана — мини-сериал, телесериал или телефильм («Роперы»)